# Orsza
Orsza (biał. Орша (Orsza), lub Ворша (Vorsza)) – miasto w północno-wschodniej części Białorusi, nad Dnieprem, u ujścia Orszycy, w obwodzie witebskim, siedziba rejonu orszańskiego; około 114 tys. mieszkańców (2019).
Miasto należało do Wielkiego Księstwa Litewskiego oraz do I Rzeczypospolitej. Do I rozbioru było miastem królewskim i stolicą powiatu orszańskiego w województwie witebskim. Stanowiło ważną litewsko-polską twierdzę Bramy Smoleńskiej.

## Historia

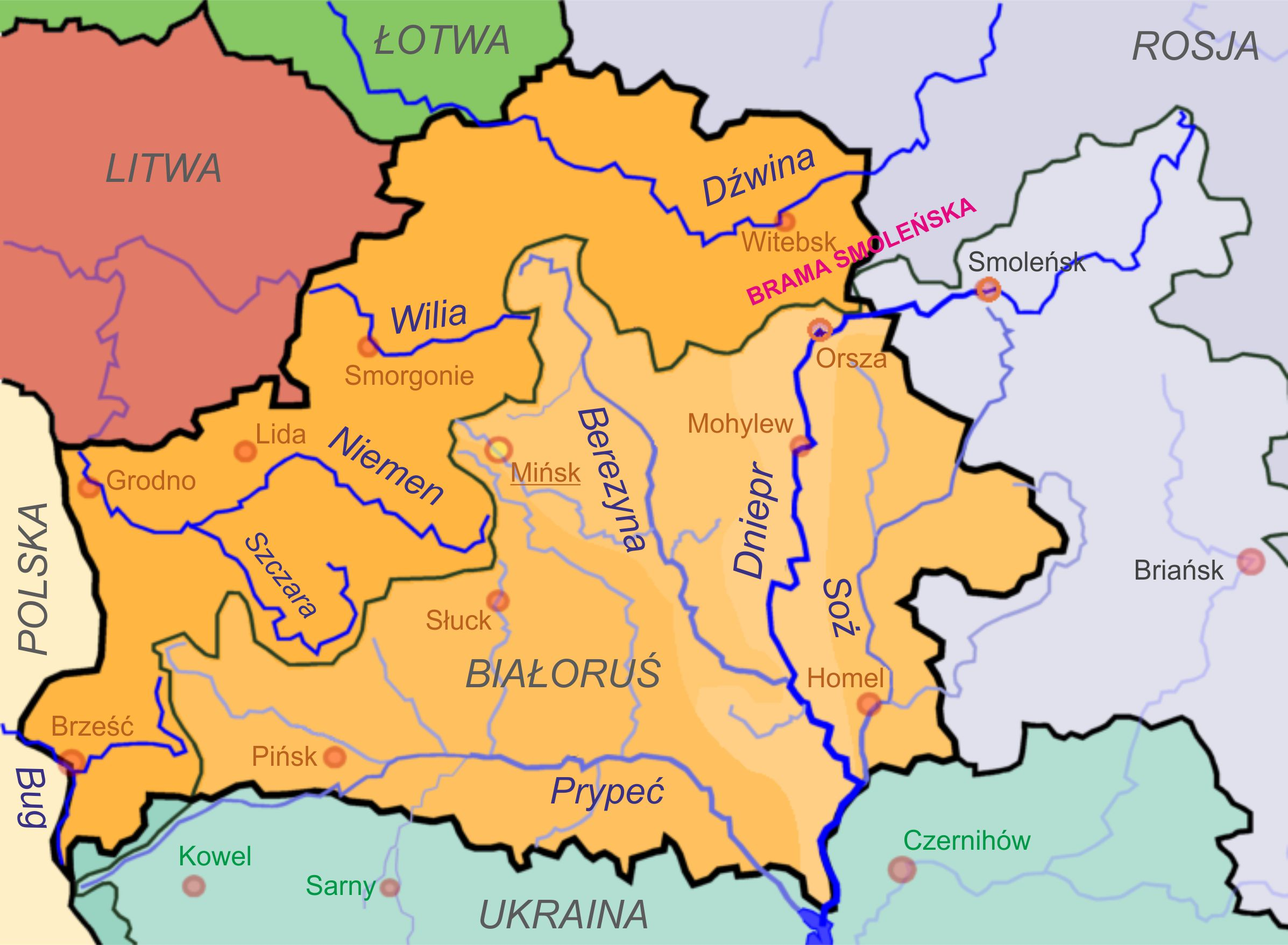
Orsza i Brama Smoleńska oraz rzeki i dorzecza Białorusi

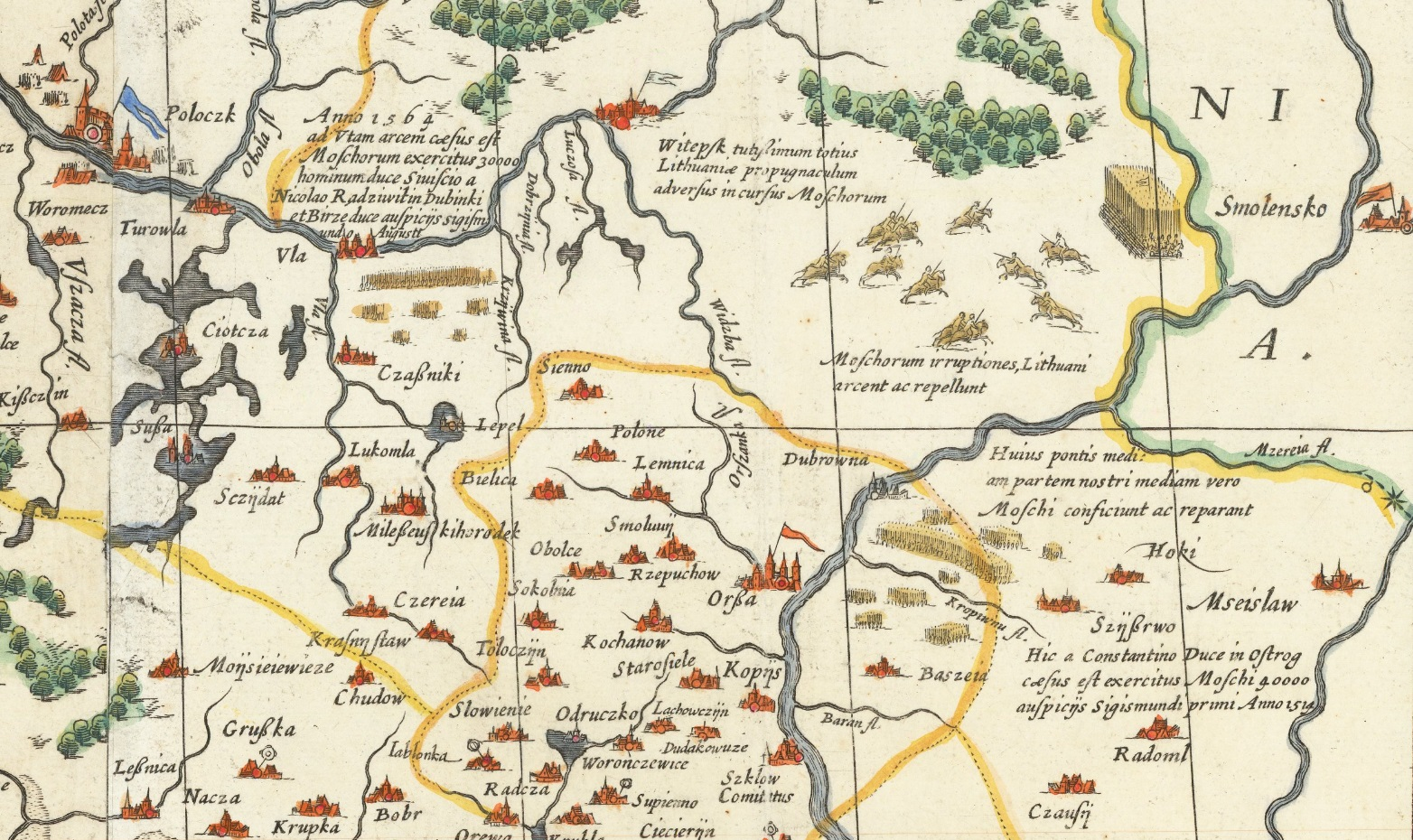
Orsza na mapie radziwiłłowskiej z 1613 roku

Orsza już w epoce brązu i epoce żelaza była miejscem zagospodarowanym.
Od XIII wieku pod panowaniem książąt litewskich. W 1394 litewski książę Witold Kiejstutowicz osadził tu swego namiestnika. Wkrótce Orsza stała się obok Smoleńska jedną z najważniejszych warowni blokujących dostęp do Rzeczypospolitej od strony Moskwy (w tzw. Bramie Smoleńskiej). Wielki książę litewski Witold Kiejstutowicz około 1407 roku prowadził w Orszy budowę murowanego zamku, której nie ukończono i górna partia wież i murów nawet w XVI w., pozostawała drewniana. W 1501 roku Orsza została zajęta na krótko przez wojska moskiewskie. Pierwsza ważna bitwa rozegrała się tutaj w 1508 roku.
W dniu 8 września 1514 roku książę Konstanty Ostrogski odniósł w zakolu Dniepru na północny wschód od Orszy świetne zwycięstwo nad 3-krotnie liczniejszymi wojskami moskiewskimi.
Zdobycie Smoleńska w czerwcu 1514 roku przez wojska Wasyla III spowodowało, że po rozejmie w 1522 roku granica z państwem moskiewskim przesunęła się na zachód i trzeba było utworzyć nową linię obronną. Dlatego już w latach dwudziestych XVI wieku przystąpiono do rozbudowy fortyfikacji Orszy, która miała przejąć dotychczasową rolę obronną Smoleńska. W celu rozbudowy umocnień w 1551 roku król Zygmunt II August zwolnił miasto na 10 lat od płacenia podatków. Powstał wtedy silny kompleks obronny, wyposażony w artylerię. Mury zamkowe miały wysokość 8 metrów i szerokość 2 metrów z 5 basztami, a miasta bronił ziemny wał z 3 bramami. Dzięki rozbudowie umocnień odparto kolejne ataki wojsk moskiewskich w latach 1535, 1562, 1564.
W dniu 7 lutego 1564 hetman Mikołaj Radziwiłł Rudy pokonał tutaj wojska moskiewskie. W roku 1566 ustanowiono w Orszy sejmik powiatowy poprzedzający obrady litewskiej Konwokacji (sejmiki odbywały się w Orszy do 1772). W tym samym roku starostą został tutaj rotmistrz Filon Kmita. W 1580 roku hetman Lew Sapieha ufundował jezuitom drewniany kościół. Latem 1581 roku Orsza stała się centrum obrony organizowanej przez starostę Filona Kmitę Czarnobylskiego przed atakiem gdy moskiewskiej armii Serebriannego.
Orsza straciła swoje militarne znaczenie dzięki odzyskaniu przez Rzeczpospolitą w 1611 roku Smoleńska i zabezpieczeniu jej w ten sposób przed najazdami moskiewskimi. Zyskała jednak dzięki temu pod względem gospodarczym i na początek XVII wieku przypada okres jej największego rozwoju. Miała wtedy 5 tysięcy mieszkańców, przez co stała się jednym z większych miast na północnym wschodzie Rzeczypospolitej. W 1620 roku król Zygmunt III Waza nadał Orszy prawa miejskie magdeburskie. Po 1630 działała tu drukarnia.
W dniu 7 maja 1653 roku miasto zniszczył ogromny pożar, po którym król zwolnił Orszę od podatków i stacji żołnierskich na 4 lata. W 1654 roku wojska moskiewskie rozbiły pod miastem wojska litewskie hetmana Janusza Radziwiłła co spowodowało zajęcie w dniu 11 sierpnia miasta przez wojska Jakowa Czerkaskiego. Orszę odzyskał rotmistrz Krzysztof Stetkiewicz na początku 1655 roku, jednak Moskwa ponownie opanowała miasto w lecie 1655 roku, które było okupowane do grudnia 1659 roku, co spowodowało jego wyludnienie i upadek. Po rozejmie w Andruszowie zaczęto odbudowę. Po odpadnięciu od Rzeczypospolitej województwa smoleńskiego, ziemia orszańska została przyłączona w 1667 roku do województwa witebskiego, tworząc odrębny powiat. Szlachta ziemi orszańskiej sejmikowała w Orszy i wysyłała na sejm dwóch posłów i dwóch deputatów do Trybunału. W Orszy znajdowało się starostwo grodowe (obok Witebska). Starostwo orszańskie należało do dóbr królewskich. Dzięki pomocy króla Jana III Sobieskiego jezuici zbudowali w 1690 roku murowany kościół i dwupiętrowe kolegium, a w 1693 powstał tu „Kodeks orszański” będący zbiór dramatów i sztuk teatralnych, popularny w teatrach m.in. Warszawy, Witebska, Nowogródka, Połocka. Jezuici założyli też w Orszy szkołę teatralną i park, który istnieje do dzisiaj. We wrześniu 1708 oddziały cara moskiewskiego Piotra Wielkiego doszczętnie spaliły miasto. Od XVIII w. w mieście zaczyna zamieszkiwać coraz więcej Żydów.
Od czasów Rozbiorów Polski miasto znajdowało się w Rosji. 6 lipca i 20 listopada 1812 roku przez Orszę przechodziły wojska Napoleona. Po 1918 roku Orsza znalazła się poza granicami II Rzeczypospolitej. W latach 1937–1940 na Kobylackiej Górze na północnych przedmieściach Orszy Sowieci zamordowali ponad 500 Polaków i 1100 Białorusinów, co upamiętnia tablica. Egzekucji dokonywano także w lesie przy drodze z Orszy do Mohylewa, w pobliżu wsi Poddębce (tzw. Charkowski las). W 1941 roku miasto zostało zajęte przez wojska III Rzeszy. W czasie walk pod Orszą po raz pierwszy Armia Czerwona użyła katiuszy – wydarzenie to upamiętnia tutaj pomnik katiuszy.

## Zabytki
- Kolegium Jezuitów z XVII w. – założone w 1611 roku na placach wykupionych przez kanclerza litewskiego Lwa Sapiehę, uposażone przez króla Zygmunta III Wazę. Po 1660 roku obradowały tu sejmiki orszańskie. Budynek kolegium ukończono w 1803 roku. Po przebudowie w l. 1841–1842 mieściło się w nim więzienie miejskie, czynne do 1989 roku. Przeprowadzona w l. 1993–2004 rekonstrukcja przywróciła mu kształt z w. XVIII. Jest to budynek piętrowy, dwuskrzydłowy, z wieżą zegarową nad wejściem i wysokim szczytem od strony rzeki. Obok wznosił się kościół Jezuitów pw. św. Michała Archanioła z lat 1741–1758. Zbudowany z inicjatywy rektora Stefana Gintyły SJ, zapewne według projektów Józefa Fontany, pod kierunkiem Benedykta Mösmera SJ. Konsekrowano go w r. 1768. W l. 1786–1788 kościół ozdobiono pięcioma marmoryzowanymi stiukowymi ołtarzami i dekoracją malarską. Po wygnaniu jezuitów w r. 1822 został przekazany dominikanom, a w 1832 roku oddany Cerkwi prawosławnej. Po odrzuceniu projektu adaptacji (1835, arch. A. Blonde) został rozebrany. Pozostały widoczne fundamenty. Był to kościół zbudowany na planie krzyża, o prosto zamkniętym prezbiterium. Płaska, dwukondygnacyjna, dwuwieżowa fasada nie została nigdy ukończona[11].
- Klasztor bazylianów – zachował się korpus klasztorny, obecnie budynek mieszkalny. Klasztor fundacji starosty Jana Łepkowskiego, barokowy z lat 1758–1774, został zamknięty w 1831 po skasowaniu unii i przekazany prawosławnym w 1842. Cerkiew pw. Opieki Matki Bożej zniszczono w 1967.
- Klasztor trynitarzy – fundacji Adama Sakowicza z 1714 roku, który sprowadził Trynitarzy z podwileńskeigo Trynopola. Budowę klasztoru ukończono w 1747 roku. Zamknięty w 1831 w ramach represji po Powstaniu listopadowym, a w latach 1835–1840 przebudowano go na szkołę powiatową. Po 1920 roku zachowane dwa skrzydła mieściły szkołę pułkową i aeroklub. Zachował się korpus klasztorny na planie litery L. Obecnie archiwum i budynek mieszkalny. Kościół nie dotrwał do naszych czasów. Po rekonstrukcji przeprowadzonej w l. 2002–2004 został przeznaczony na Urząd Stanu Cywilnego. Był to budynek piętrowy z wysokimi szczytami, pierwotnie na planie podkowy, połączony z kościołem przejściem przez zakrystię. Kościół z lat 1725–1735 z fundacji podkomorzego orszańskiego Kazimierza Sakowicza (zm. 1736) i Tekli z Larskich, nie zachował się. Zbudowano go na wzór San Carlo alle Quattro Fontane w Rzymie (1634, proj. Francesco Borromini). Konsekrowano go w r. 1740. We wnętrzu znajdowało się pięć drewnianych rzeźbionych ołtarzy (w ołtarzu gł. stała figura Chrystusa Nazareńskiego, sprowadzona z Rzymu w r. 1728), a także liczne portrety Sakowiczów. W l. 1798–1800 został czasowo przejęty przez francuskie trapistki. W r. 1836 przebudowano go na prawosławny sobór Zmartwychwstania Pańskiego. W czasach sowieckich został ponownie przebudowany (m.in. zlikwidowano narożne wieżyczki) i służył miejscowemu aeroklubowi i hurtowni. Został zburzony ok. 1958 roku.
- Kościół św. Józefa podominikański z 1819 w stylu klasycystycznym. Powstał przy starszym klasztorze dominikanów z 1650 roku fundacji Hieronima Druckiego-Sokolińskiego, który zamknięto po powstaniu styczniowym w 1863. Kościół zamknięto w 1937 i zamieniono na stajnie i magazyny. Po II wojnie przebudowany na dom kultury. Oddany wiernym w 1990. Obecnie jest to kościół parafialny.
- Klasztor Franciszkanów – założony w 1680 roku przez starostę rzeczyckiego Wojciecha Stanisława Kałkowskiego. Skasowano go w r. 1863. Budynek został przekazany inwalidom, a następnie przerobiony na więzienie. W latach 1920–1937 mieścił sowiecką szkołę. Obecnie znajdują się w nim mieszkania. Obok znajdował się kościół franciszkanów pw. Narodzenia NMP (w XIX wieku pw. św. Antoniego) z 1714, który konsekrowano w r. 1768. Kościół został zburzony w 1974 roku przy poszerzaniu ul. Sowieckiej.
- Klasztor Bernardynów – założony na lewym brzegu Orszycy, nieopodal mostu, w r. 1636 z funduszy starosty mohylewskiego Andrzeja Młockiego i Krystyny z Massalskich. Skasowano go w 1832 roku i przebudowano na szpital wojenny. Obecnie mieści się w nim szpital miejski. Nie zachował się znajdujący się obok kościół pw. NMP z 1748 roku zbudowany z funduszu podkomorzyny smoleńskiej Teresy Chrapowickiej.
- Kuteiński Monaster Objawienia Pańskiego – prawosławny klasztor z 1620, fundacji Bogdana Statkiewicza, bogato uposażony przez cara Aleksego, w XVII w. siedziba drukarni – jednego z ważniejszych ośrodków ruskiego drukarstwa w Rzeczypospolitej[12][13].
  - Cerkiew św. Trójcy (do 1762 pod wezwaniem św. Ducha) z I poł. XVII w., przebudowana w końcu XVIII wieku i w drugiej połowie XIX wieku. Od 1917 nieczynna, zdewastowana, zwrócona wiernym w 1992 i w 1995 przywrócona do użytku liturgicznego[12]. Druga drewniana cerkiew klasztorna spłonęła w 1888 roku.
  - Klasztor z XVII wieku, obecnie budynek mieszkalny (ruina)
- Wzgórze zamkowe w widłach rzek, po zamku został kamienny most nad fosą, na wzgórzu pomnik
- Cerkiew św. Proroka Eliasza i funkcjonujący przy niej monaster Zaśnięcia Matki Bożej
- Cmentarz żydowski
- dworzec kolejowy

Zabytki niezachowane
- Kościół św. Antoniego (franciszkanów) z XVII w.
- Kościół Najświętszej Maryi Panny (bernardynów) z XVII w.
- Kościół św. Michała Archanioła (jezuitów)
- Kościół Trynitarzy
- Klasztor Benedyktynek
- Cerkiew unicka pw. Opieki Matki Bożej
- Klasztor Misjonarzy
- Klasztor Mariawitek
- Synagoga
- Zamek z XV wieku

## Gospodarka
W mieście rozwinął się przemysł maszynowy, materiałów budowlanych, lniarski oraz spożywczy.

## Galeria

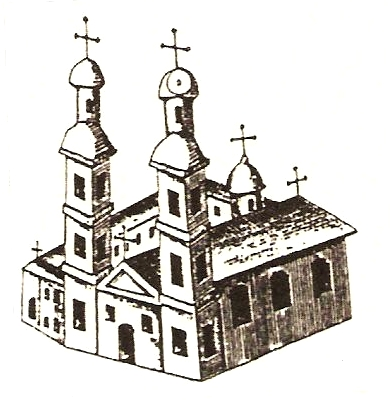
Kościół Najświętszej Maryi Panny przy klasztorze bernardyńskim, II poł. XIX w.
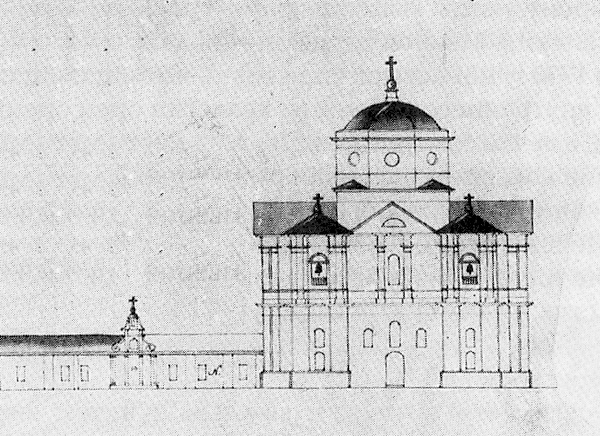
Kościół św. Michała Archanioła przy kolegium Jezuitów, 2 poł. XIX w.
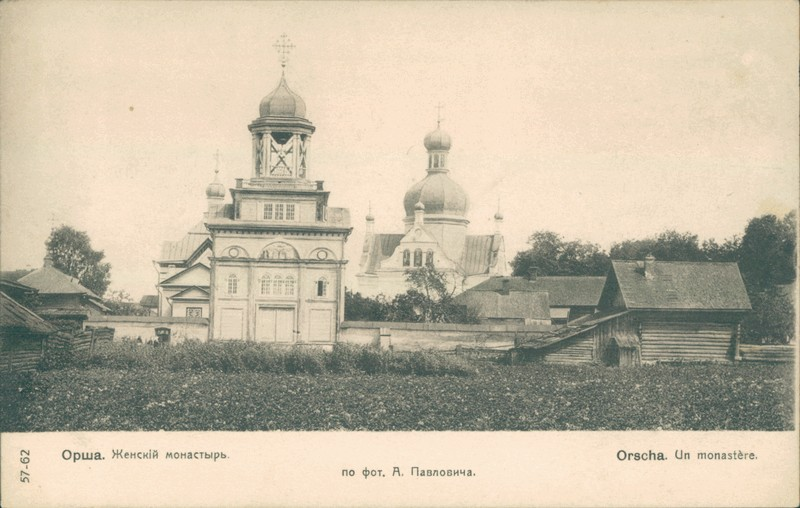
Monaster Kuteiński, widok w latach 50. XX wieku
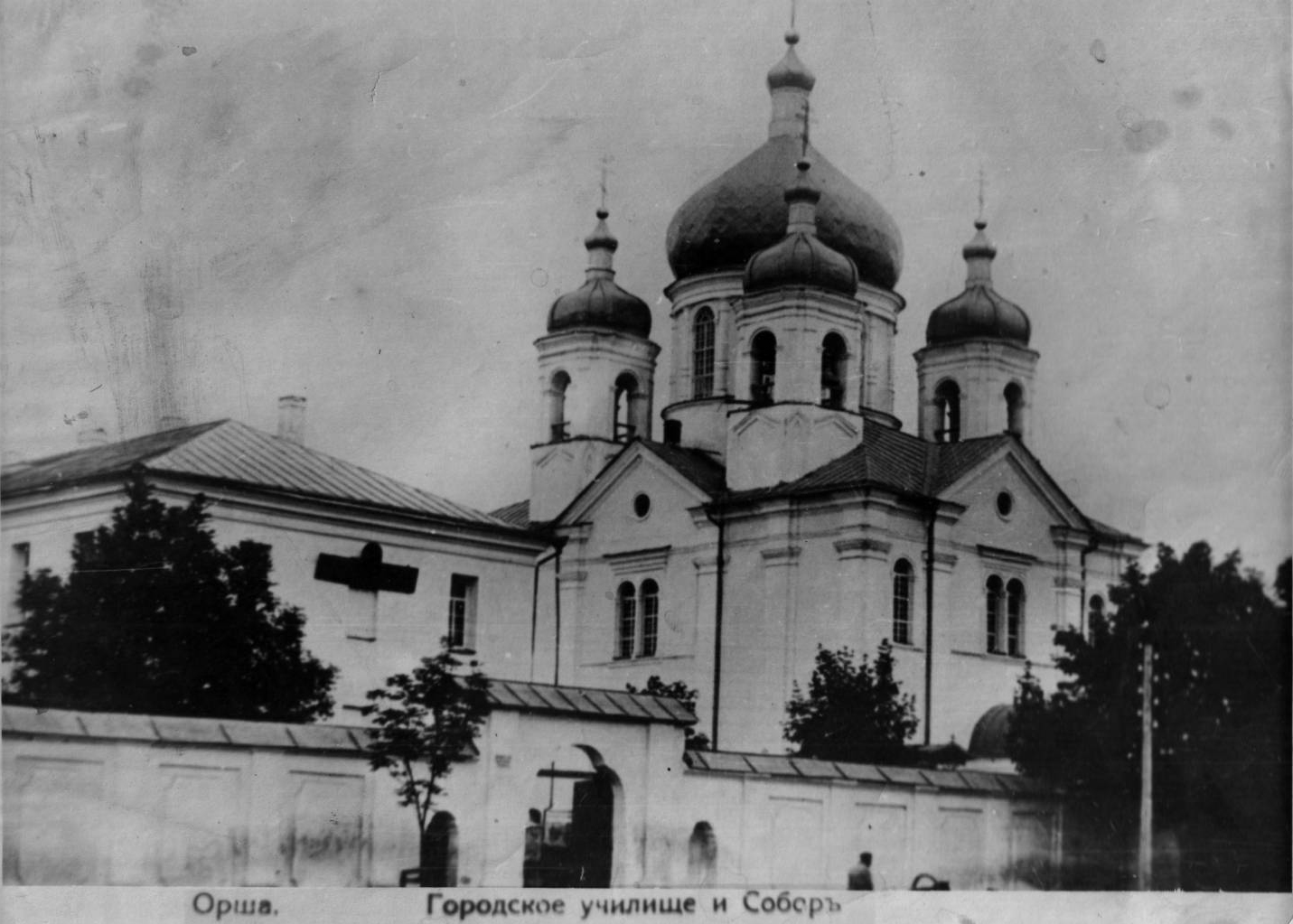
Kościół Trójcy Świętej przy klasztorze trynitarzy po przebudowie na cerkiew-"murawjowkę"
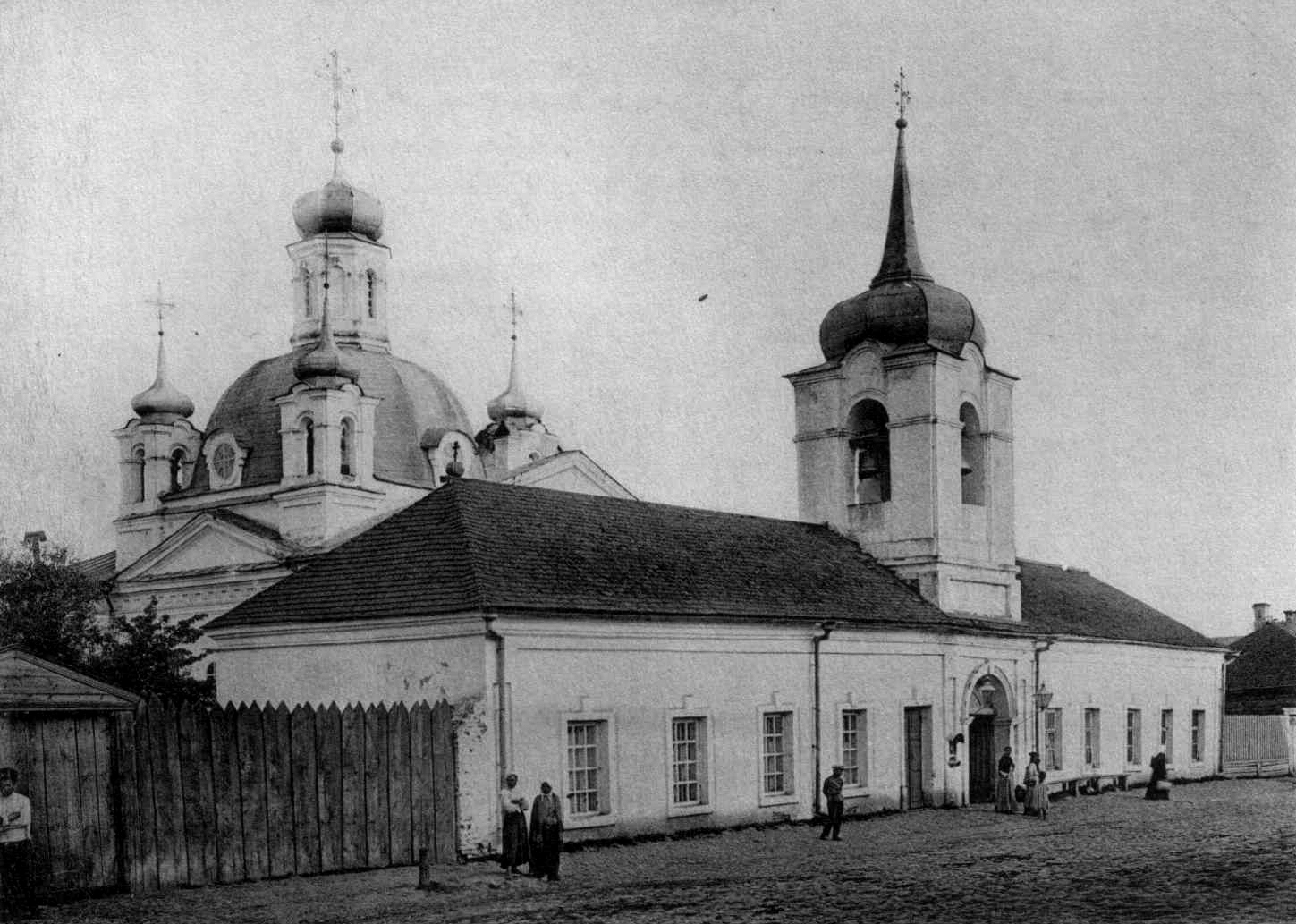
Cerkiew Narodzenia Matki Bożej
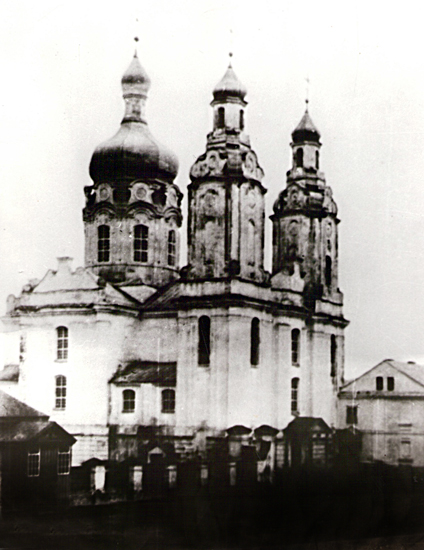
Cerkiew unicka Opieki Matki Bożej przy klasztorze bazylianów, następnie cerkiew prawosławna (zburzona w 1967 r.)
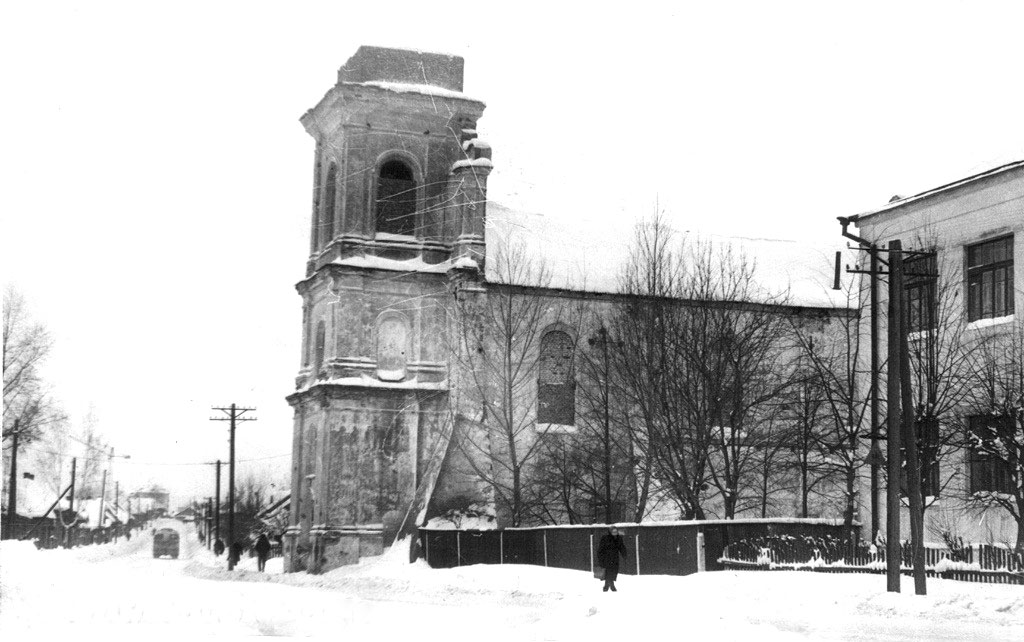
Kościół św. Antoniego
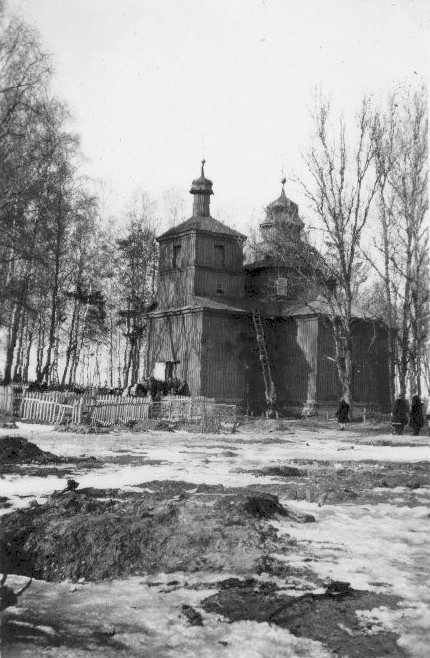
Cerkiew Świętych Apostołów Piotra i Pawła, widok w latach 70. XX wieku
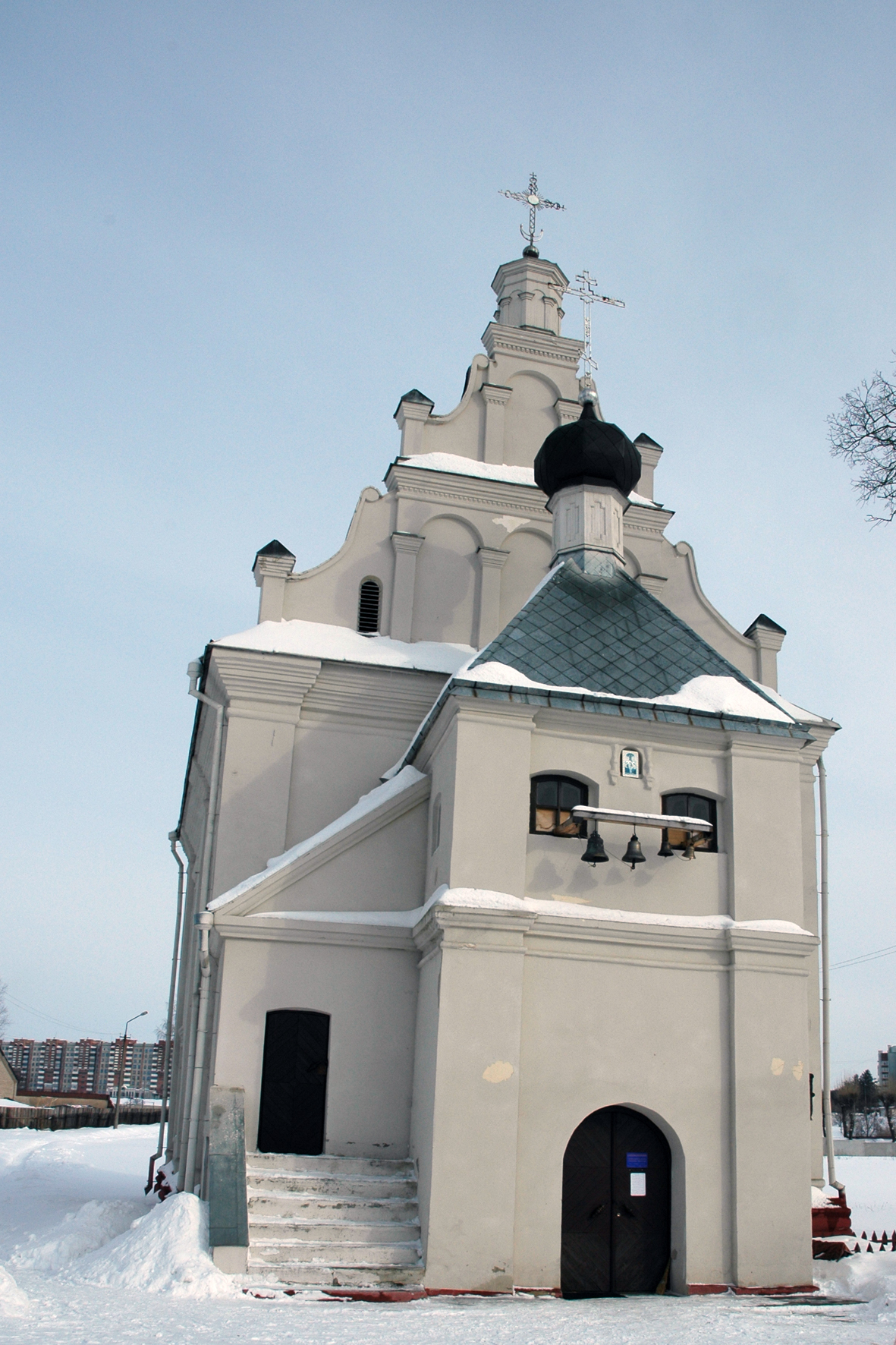
Cerkiew Św. Trójcy w monasterze Kuteińskim z 1623
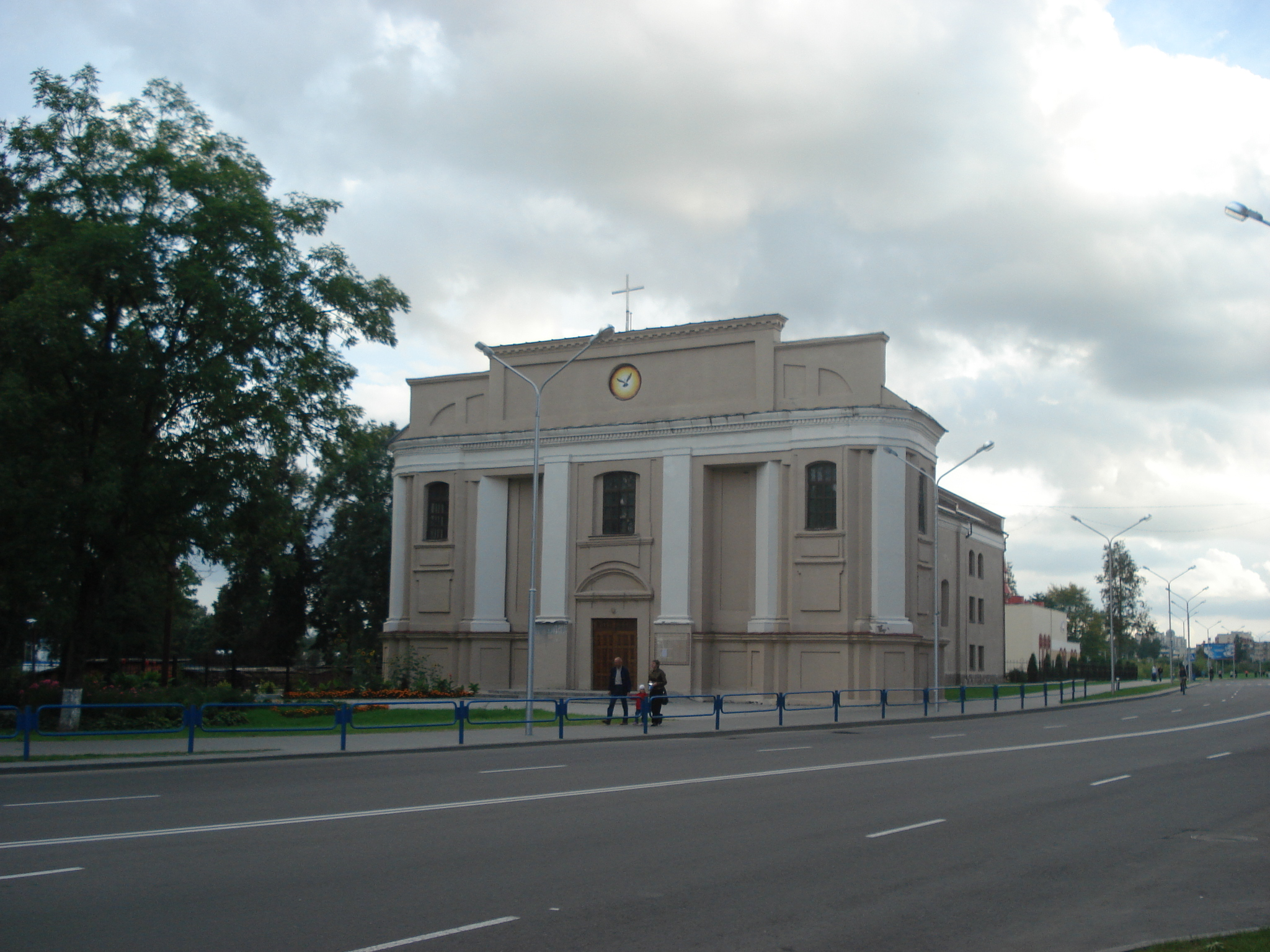
Kościół św. Józefa
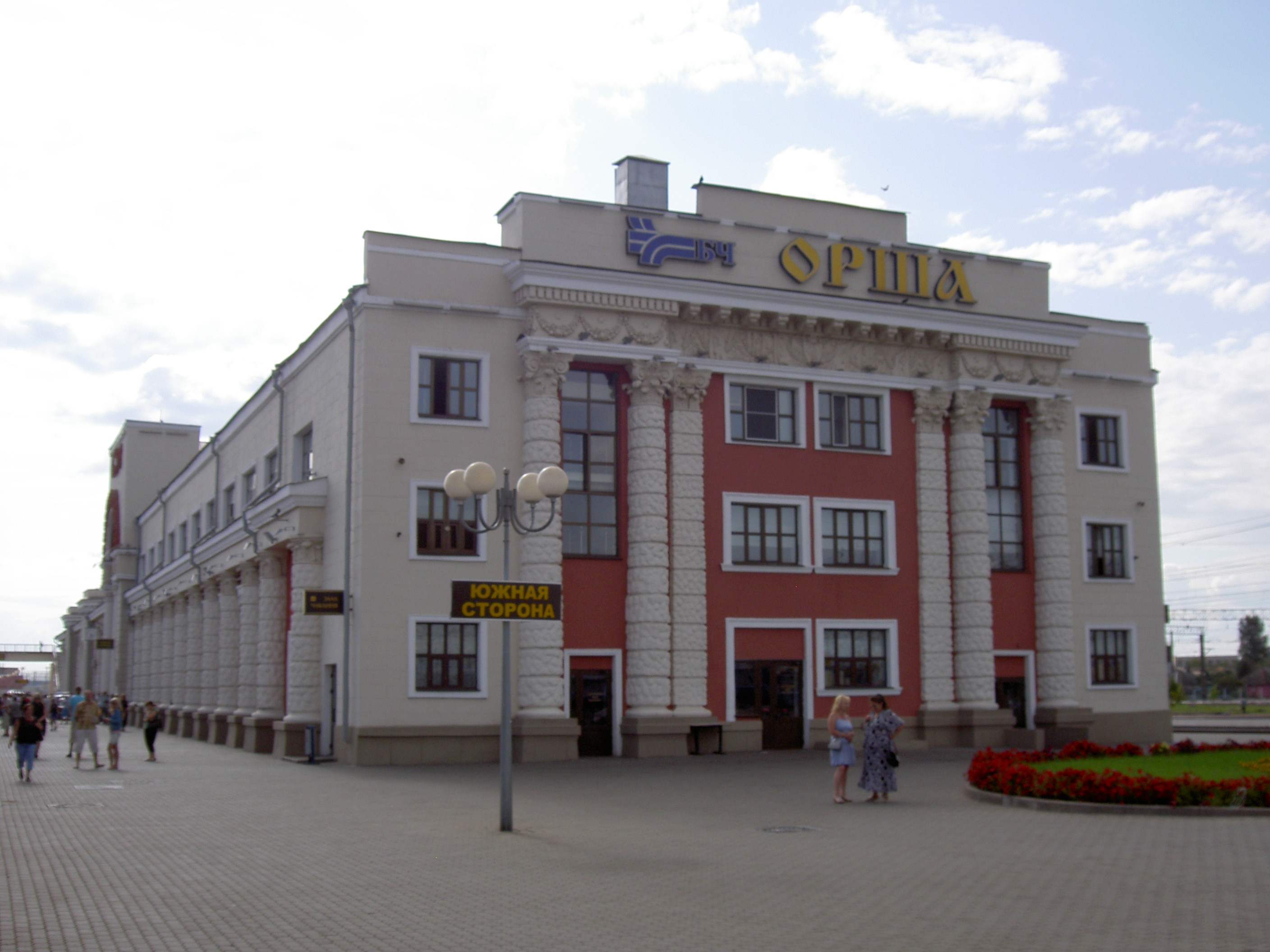
Stacja kolejowa
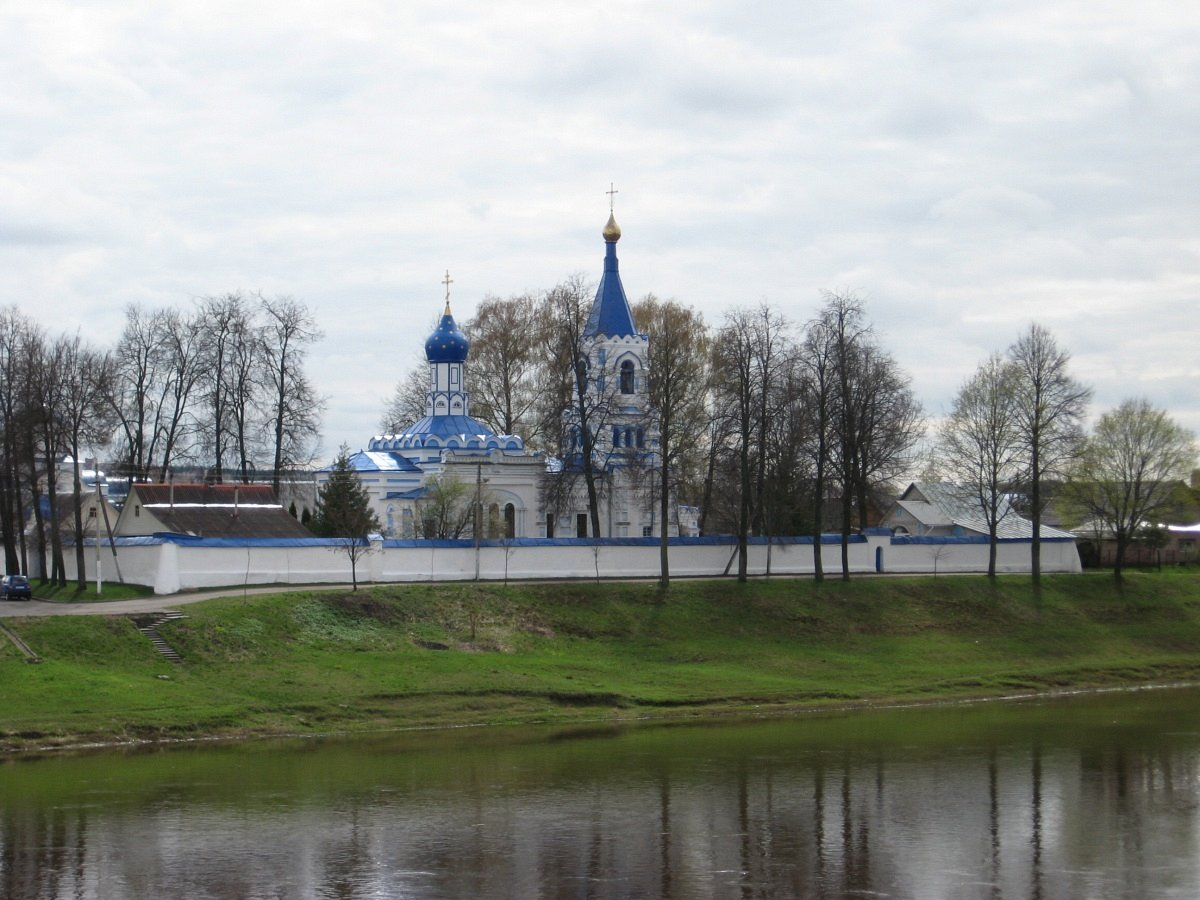
Cerkiew św. Proroka Eliasza na terenie monasteru Zaśnięcia Najświętszej Maryi Panny
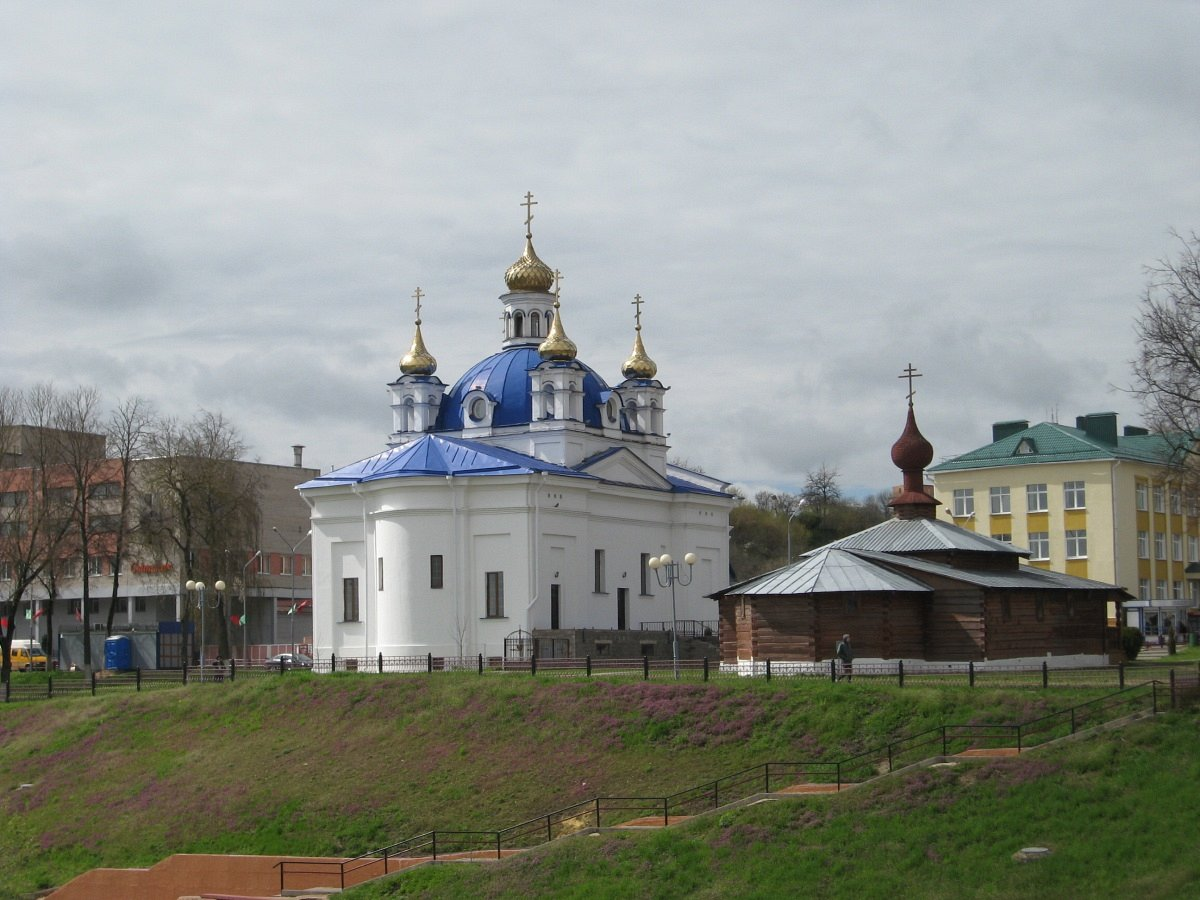
Cerkiew Narodzenia Pańskiego
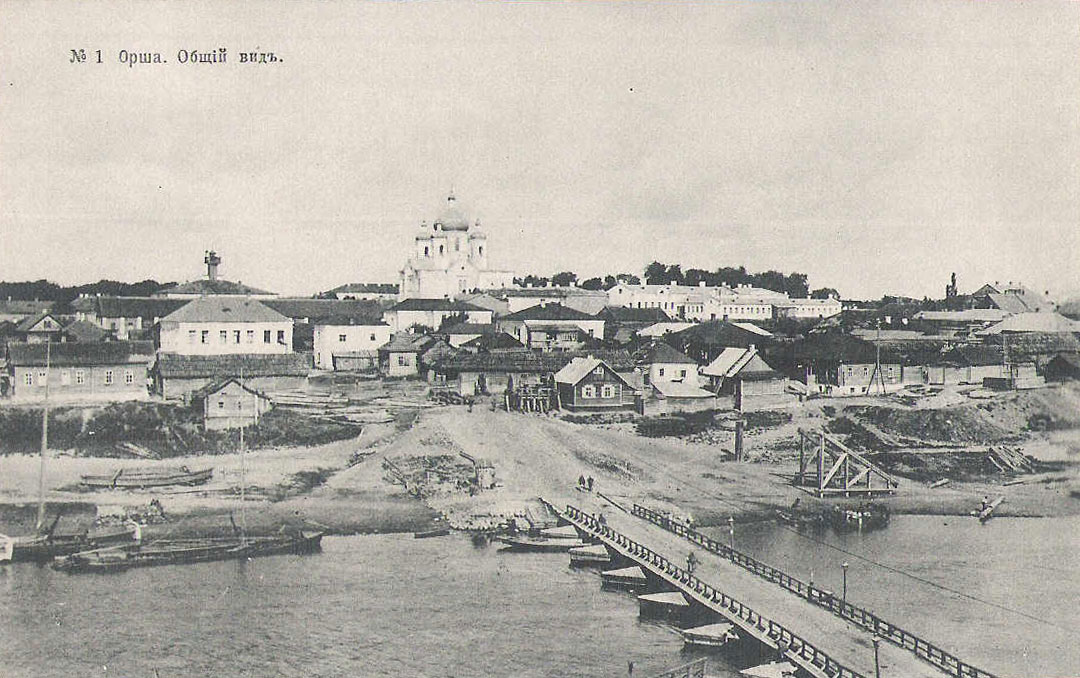
Brzeg Dniepru
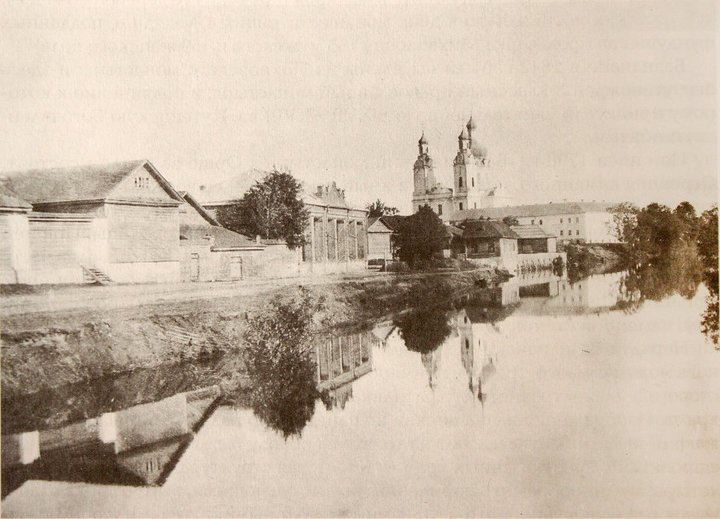
Brzeg Orszycy – prawy dopływ Dniepru
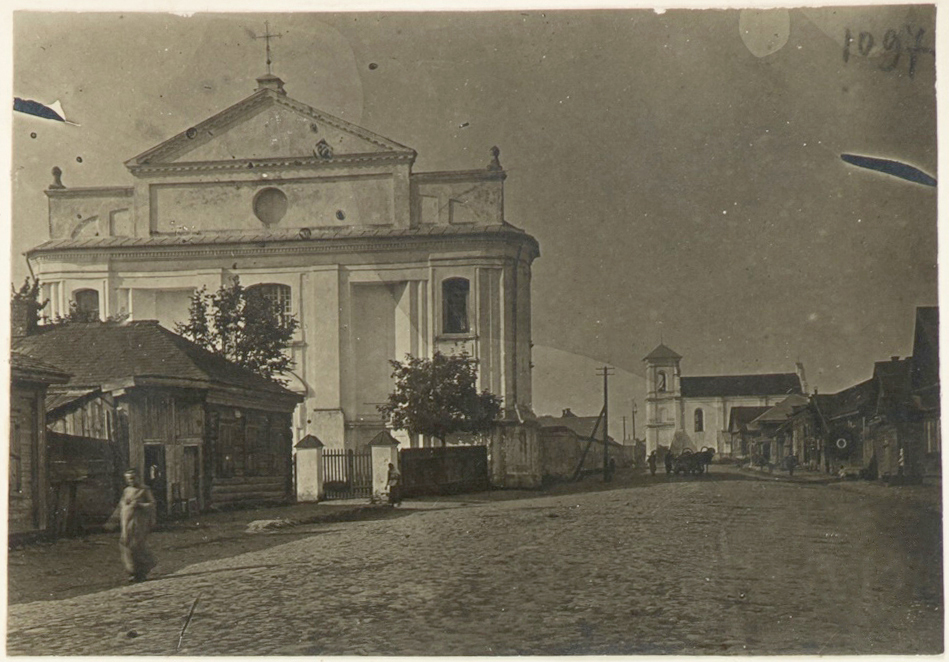
Kościół św. Józefa і kościół św. Antoniego
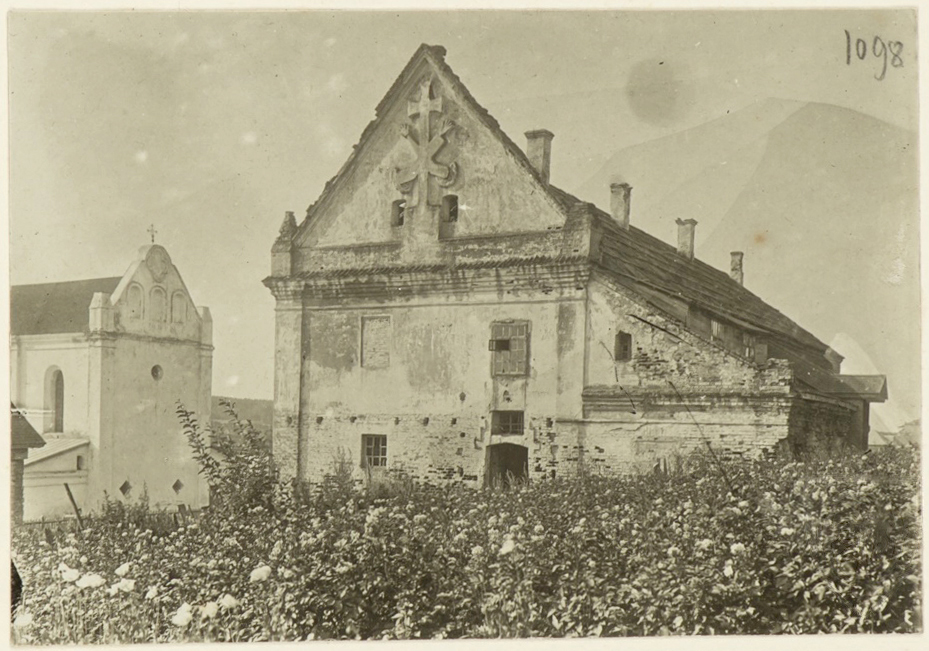
Kościół św. Antoniego Padewskiego і klasztor Franciszkanów
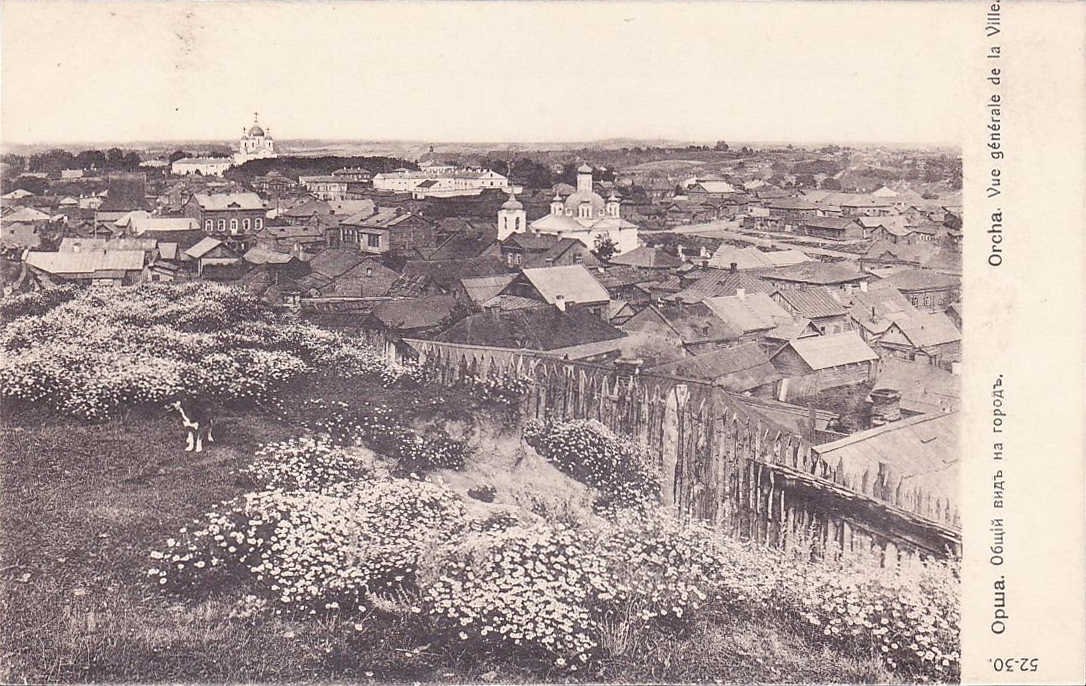
Drugi brzeg Orszycy
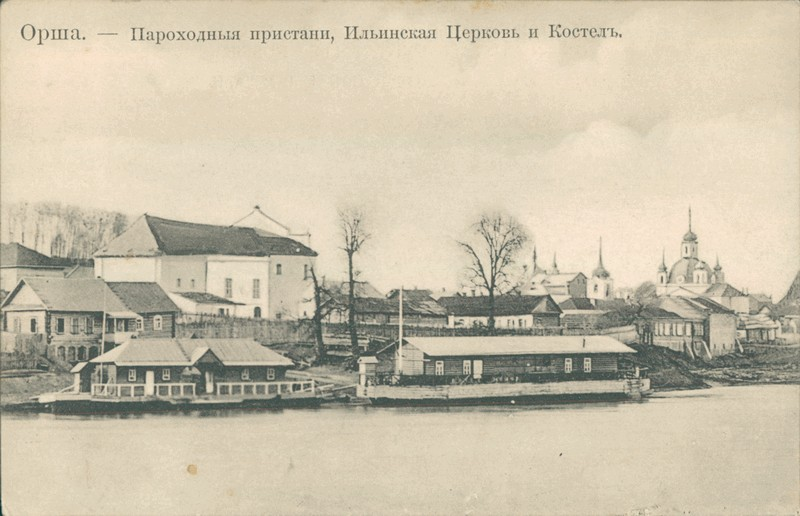
Drugi brzeg Orszycy
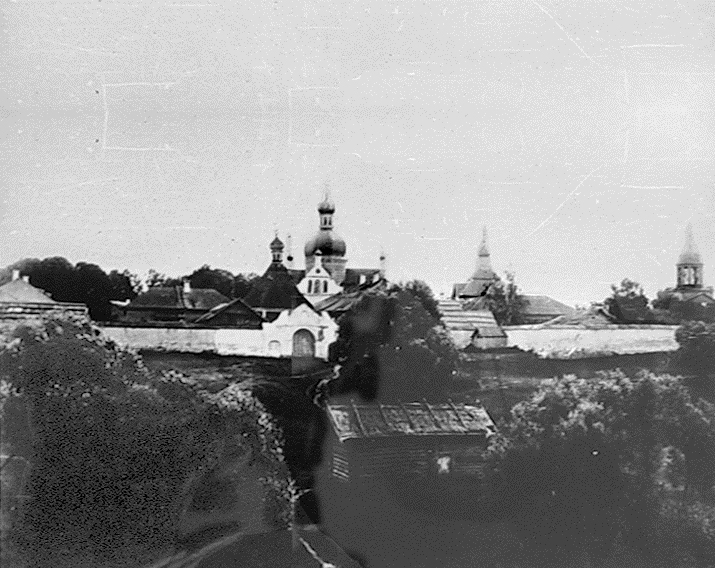
Monaster Кuteński
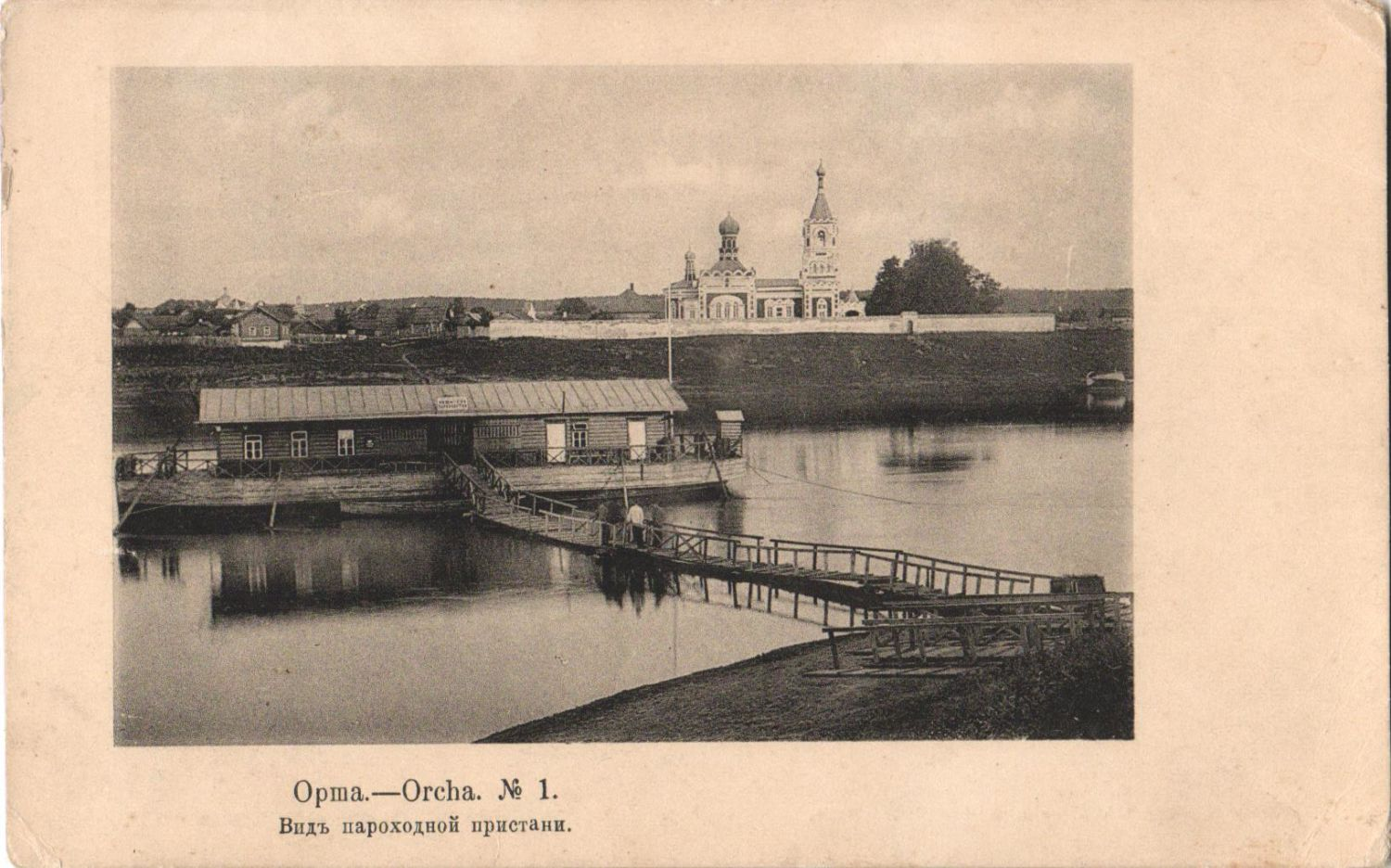
Cerkiew Św.Proroka Eliasza ("murawjowka")
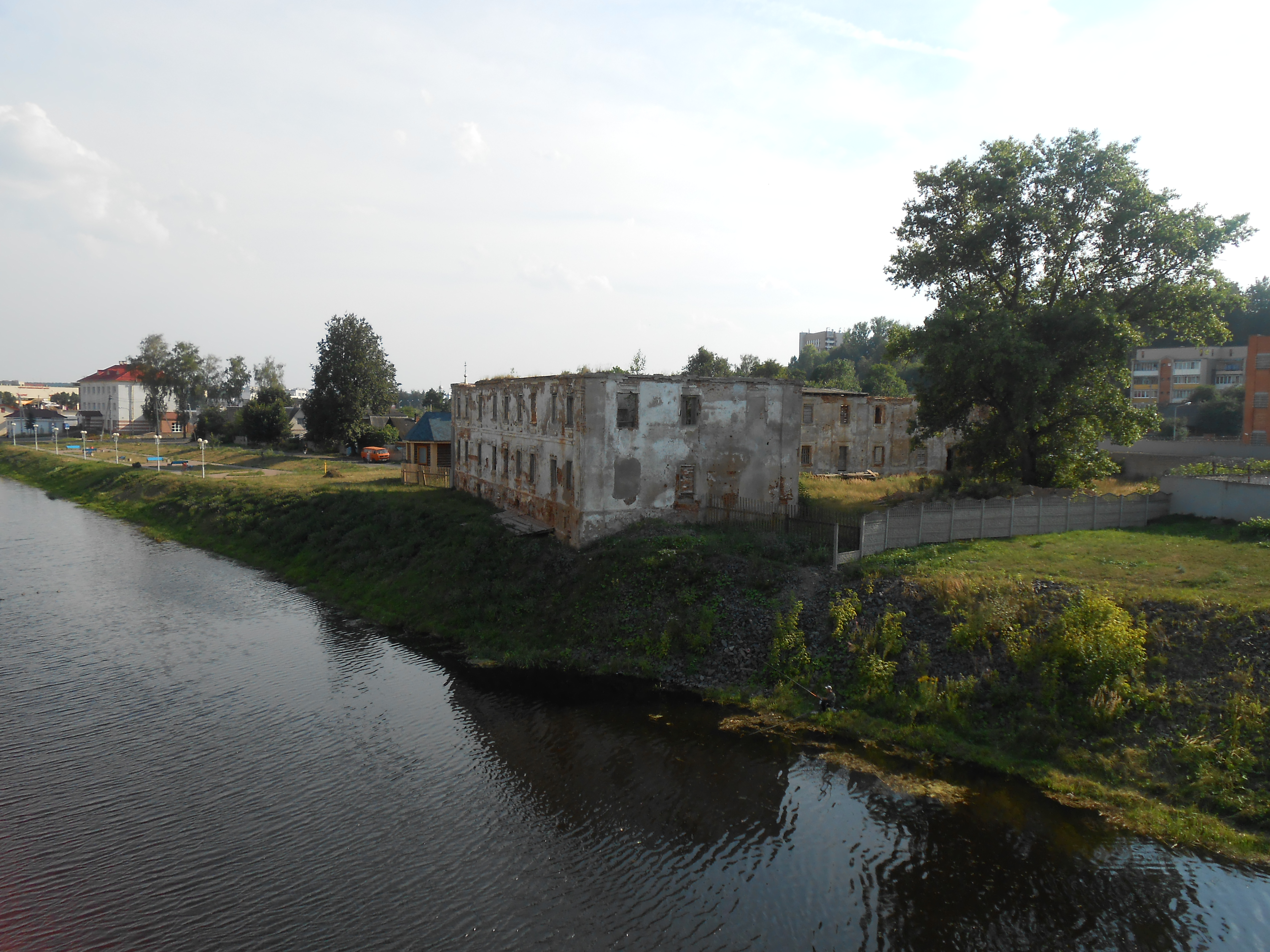
Cerkiew Bogurodzicy і monaster Bazylianów
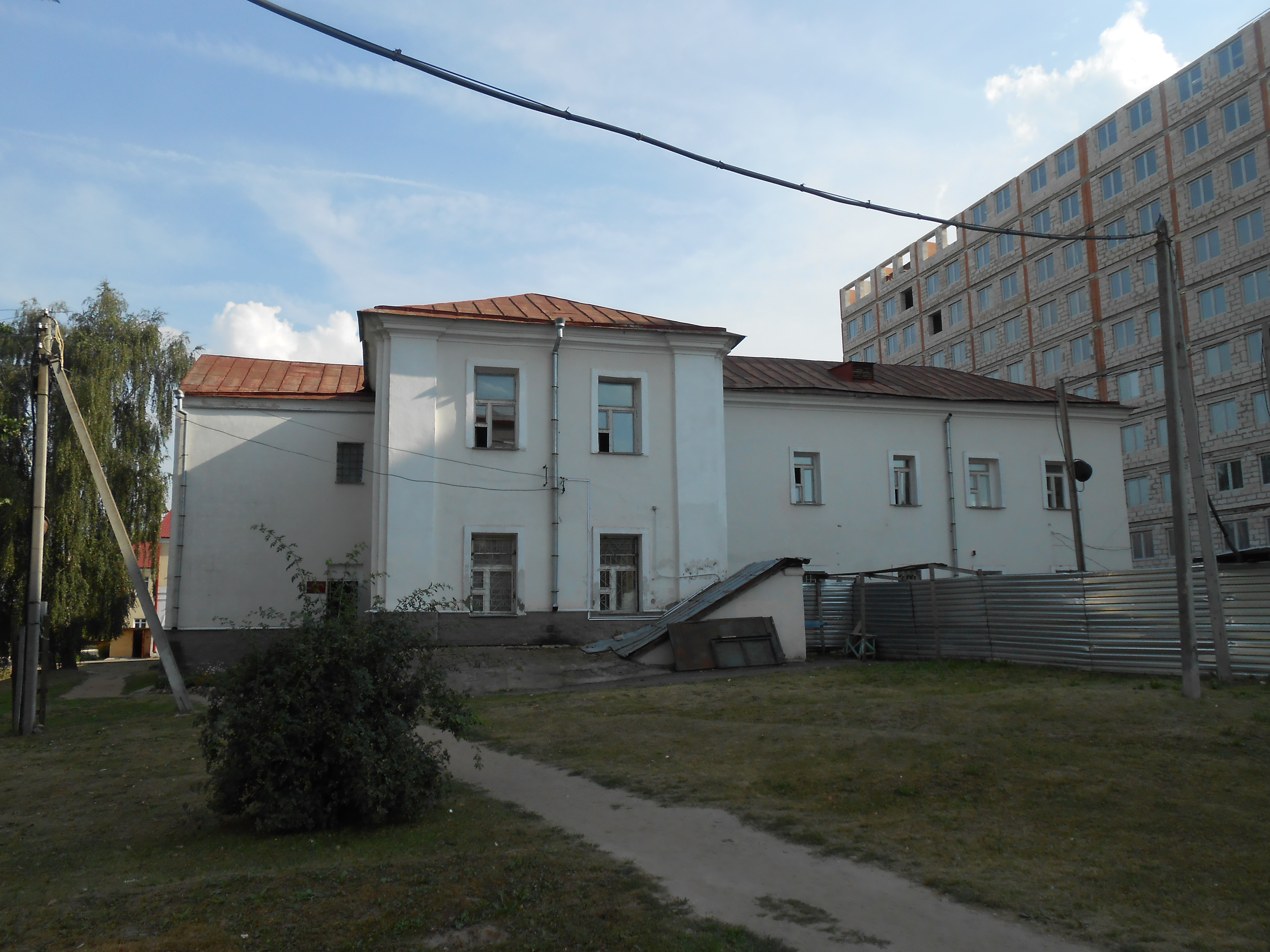
Kościół Najświętszej Marii Panny і klasztor Bazylianów
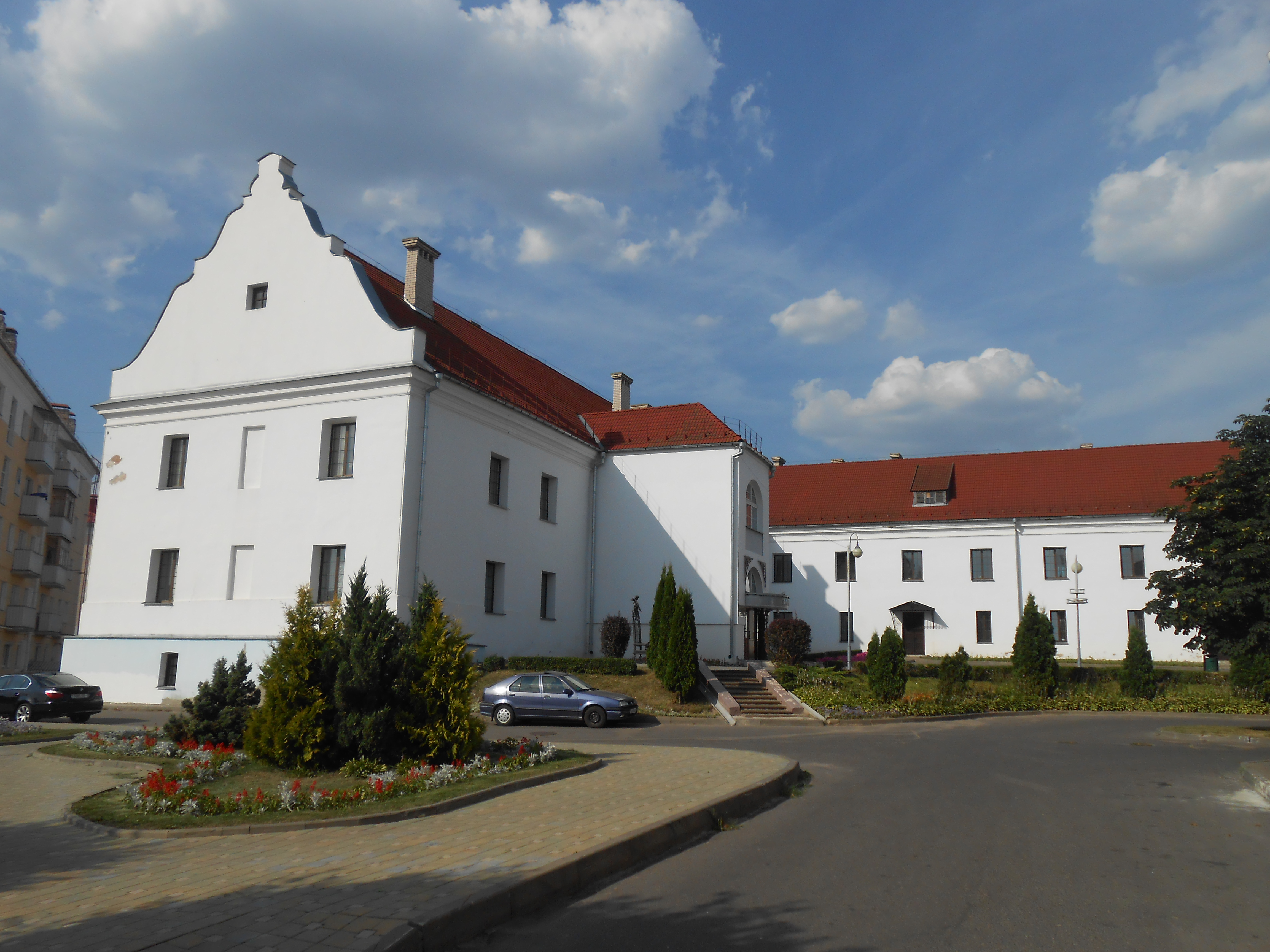
Kościół Najświętszej Trójcy і klasztor Trynitarzy
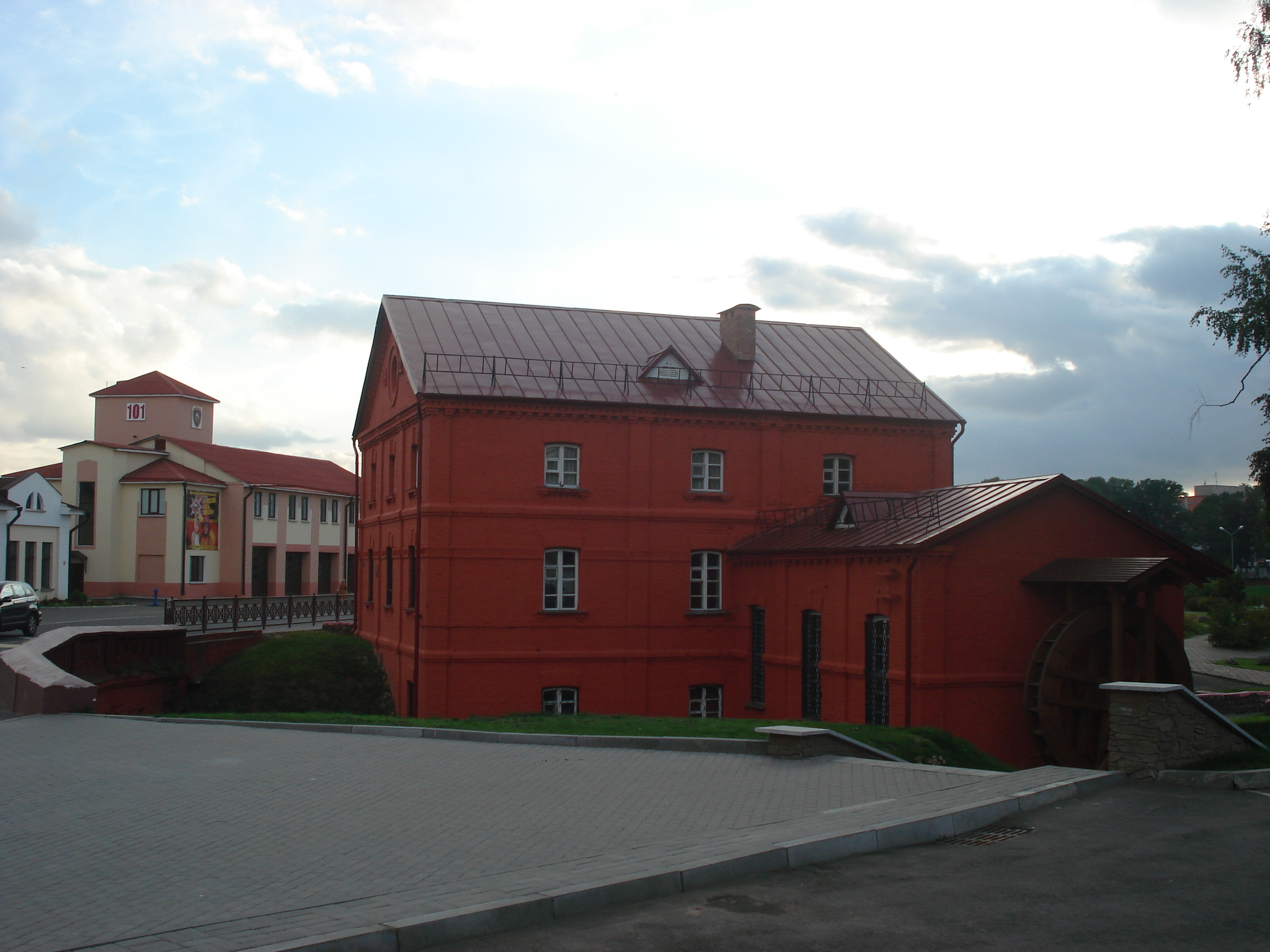
Młyn wodny
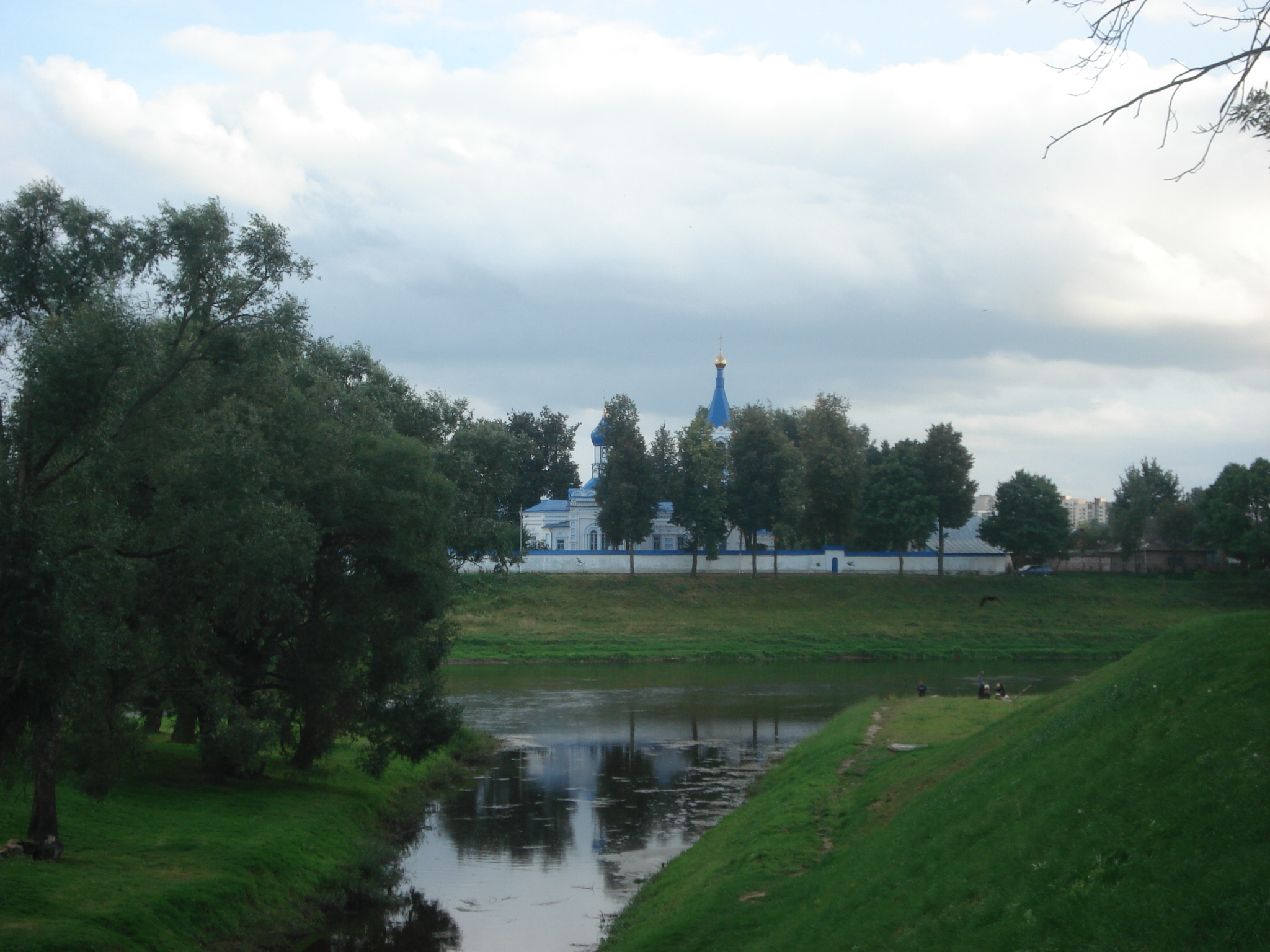
Cerkiew Św. Proroka Eliasza ("murawjowka")
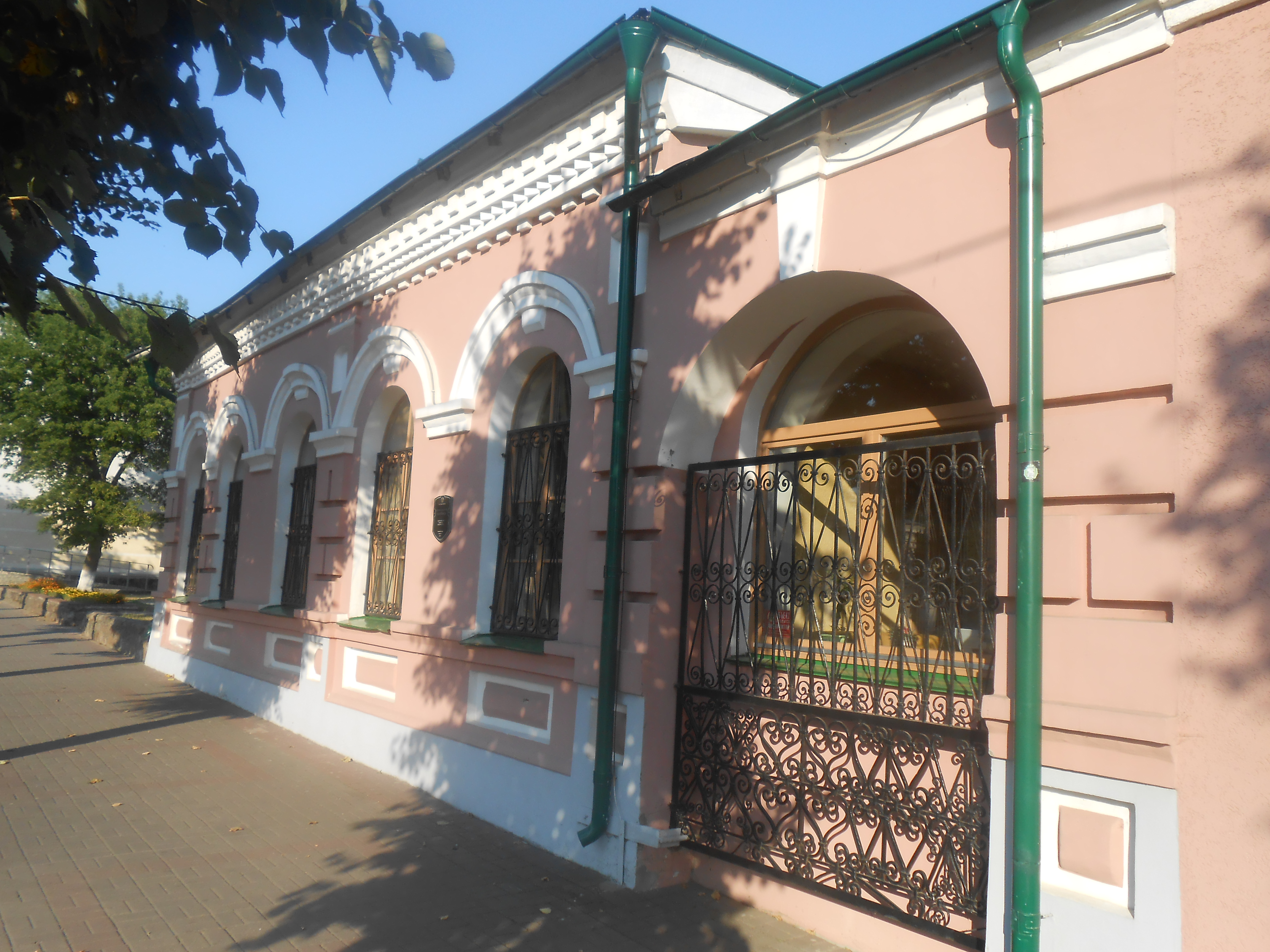
Zabudowa historyczna
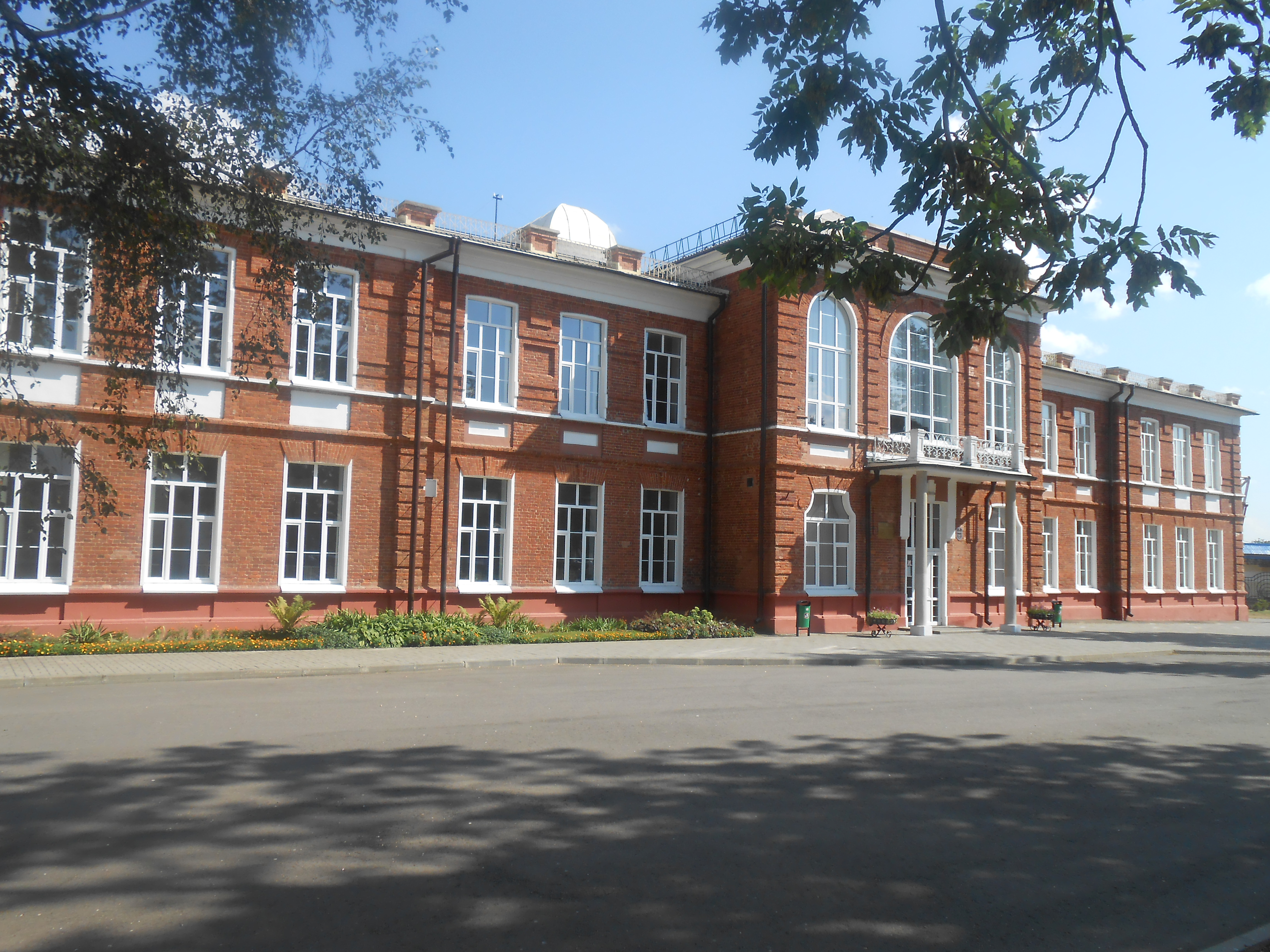
Szkoła Realna
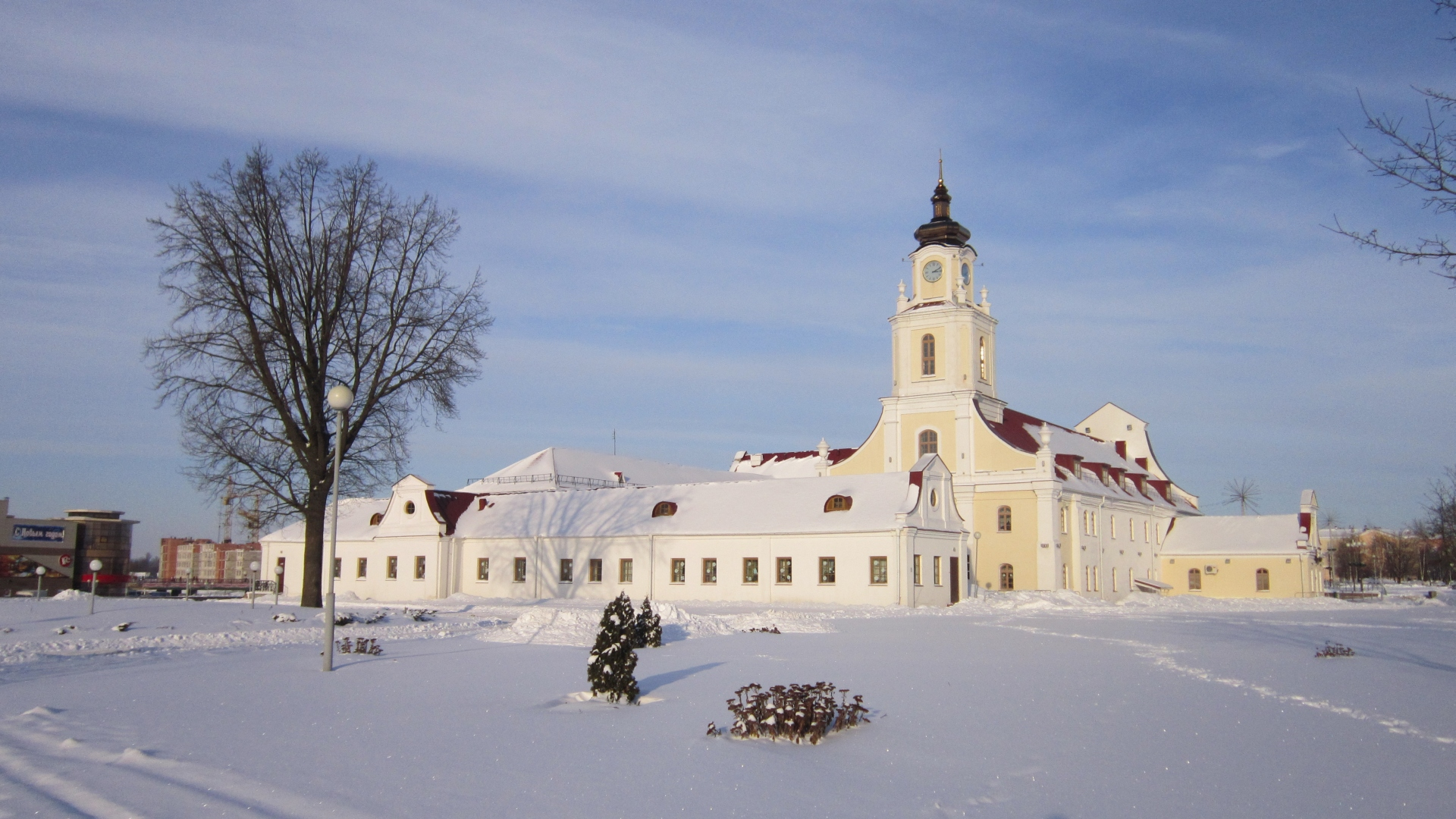
Kolegium Jezuitów

## Osobistości
- Tadeusz Brzozowski – polski jezuita, dziewiętnasty z kolei generał zakonu jezuitów (swą funkcję sprawował w latach 1814–1820)
- Leopold Chludziński – polski pedagog, wykładowca w Akademii Połockiej w latach 1814–1816, ksiądz katolicki
- Franciszek Dzierożyński – polski pedagog, wykładowca w Akademii Połockiej, jezuita
- Szczepan Hołowczyc – metropolita warszawski, prymas Królestwa Polskiego, biskup sandomierski, polityk
- Stefan Tadeusz Iwanowski – pułkownik dyplomowany piechoty Wojska Polskiego.
- Uładzimir Karatkiewicz – białoruski pisarz, poeta, dramaturg
- Franciszek Kareu – polski jezuita, brytyjskiego pochodzenia, siedemnasty z kolei generał zakonu jezuitów (swą funkcję sprawował w latach 1801–1802)
- Gerszon Szofman – żydowski pisarz i tłumacz piszący w języku hebrajskim
- Lew Wygotski – rosyjski psycholog i pedagog
- Tomasz Zan – polski poeta i przyrodnik, pochowany niedaleko miasta w Smolanach